# Primera División de la República Federal de Yugoslavia 1994-95
La Primera División de la República Federal de Yugoslavia, en su temporada 1994-95, fue la 3ª edición del torneo; en esta participaron clubes de la actual Serbia y de Montenegro. El campeón fue el Estrella Roja de Belgrado, que consiguió el 20° título en su historial, logró además el doblete al vencer en la final de la copa al FK Obilić Belgrado.

## Formato de competición
Los veinte mejores clubes del país participan en la competición que tiene lugar en dos fases distintas. En la primera, los equipos se dividen en dos grupos (1.A y 1.B) donde cada formación se enfrenta a sus rivales dos veces en casa y fuera. Al final de esta fase, los 6 primeros de Liga 1.A más los cuatro primeros de Liga 1.B acceden al grupo que disputará el título.
La segunda fase se lleva a cabo de una manera idéntica a la primera. Al final de la temporada, se suman puntos bonificados adquiridos durante la primera fase y se determina la clasificación final.

## Primera Fase

### 1.A Liga
- Este grupo incluye los diez primeros clasificados de la temporada anterior.

| Pos | Club                   | PJ | PG | PE | PP | GF | GC | DG  | Pts |
| --- | ---------------------- | -- | -- | -- | -- | -- | -- | --- | --- |
| 1.  | Vojvodina Novi Sad     | 18 | 11 | 5  | 2  | 34 | 18 | +16 | 27  |
| .2  | Estrella Roja Belgrado | 18 | 10 | 5  | 3  | 36 | 12 | +24 | 25  |
| 3.  | Partizan Belgrado      | 18 | 10 | 5  | 3  | 42 | 15 | +27 | 25  |
| 4.  | Rad Belgrado           | 18 | 6  | 7  | 5  | 16 | 16 | 0   | 19  |
| 5.  | Zemun Belgrado         | 18 | 7  | 4  | 7  | 18 | 27 | -9  | 18  |
| 6.  | OFK Belgrado           | 18 | 6  | 6  | 6  | 18 | 23 | -5  | 18  |
| 7.  | Radnički Niš           | 18 | 7  | 4  | 7  | 23 | 21 | +2  | 18  |
| 8.  | Napredak Kruševac      | 18 | 5  | 3  | 10 | 16 | 34 | -18 | 13  |
| 9.  | Rudar Pljevlja         | 18 | 2  | 6  | 10 | 12 | 28 | -16 | 10  |
| 10. | Spartak Subotica       | 18 | 2  | 3  | 13 | 12 | 33 | -21 | 7   |

### 1.B Liga
- Este grupo incluye clubes clasificados entre el puesto 11° y 17° de la temporada anterior más los tres ascendidos de la segunda liga.

| Pos | Club                | PJ | PG | PE | PP | GF | GC | DG  | Pts |
| --- | ------------------- | -- | -- | -- | -- | -- | -- | --- | --- |
| 1.  | FK Bečej            | 18 | 11 | 3  | 4  | 27 | 13 | +14 | 25  |
| 2.  | Borac Čačak         | 18 | 11 | 3  | 4  | 30 | 14 | +16 | 25  |
| 3.  | Radnički Belgrado   | 18 | 11 | 2  | 5  | 24 | 16 | +8  | 24  |
| 4.  | Hajduk Kula         | 18 | 8  | 6  | 4  | 25 | 17 | +8  | 22  |
| 5.  | Budućnost Podgorica | 18 | 9  | 3  | 6  | 27 | 16 | +11 | 21  |
| 6.  | Obilić Belgrado     | 18 | 5  | 7  | 6  | 21 | 20 | +1  | 17  |
| 7.  | Proleter Zrenjanin  | 18 | 6  | 3  | 9  | 22 | 24 | -2  | 15  |
| 8.  | FK Loznica          | 18 | 5  | 5  | 8  | 21 | 29 | -8  | 15  |
| 9.  | Sloboda Užice       | 18 | 3  | 6  | 9  | 10 | 23 | -13 | 12  |
| 10. | Sutjeska Nikšić     | 18 | 1  | 2  | 15 | 10 | 45 | -35 | 4   |

## Segunda Fase

### 1.A Liga
| Pos | Club                   | PJ | PG | PE | PP | GF | GC | DG  | Bonif | Pts |
| --- | ---------------------- | -- | -- | -- | -- | -- | -- | --- | ----- | --- |
| 1.  | Estrella Roja Belgrado | 18 | 14 | 3  | 1  | 63 | 17 | +46 | 11    | 42  |
| 2.  | Partizan Belgrado      | 18 | 13 | 2  | 3  | 43 | 17 | +26 | 10    | 38  |
| 3.  | Vojvodina Novi Sad     | 18 | 10 | 4  | 4  | 37 | 26 | +11 | 13    | 37  |
| 4.  | FK Bečej               | 18 | 7  | 4  | 7  | 17 | 27 | -10 | 8     | 26  |
| 5.  | Zemun Belgrado         | 18 | 6  | 5  | 7  | 24 | 25 | -1  | 7     | 24  |
| 6.  | OFK Belgrado           | 18 | 7  | 3  | 8  | 21 | 28 | -7  | 7     | 24  |
| 7.  | Rad Belgrado           | 18 | 4  | 6  | 8  | 22 | 38 | -16 | 8     | 22  |
| 8.  | Borac Čačak            | 18 | 3  | 6  | 9  | 15 | 28 | -13 | 7     | 19  |
| 9.  | Hajduk Kula            | 18 | 4  | 2  | 12 | 15 | 32 | -17 | 5     | 15  |
| 10. | Radnički Belgrado      | 18 | 3  | 3  | 12 | 20 | 39 | -19 | 6     | 15  |

#### 1.B Liga
| Pos | Club                | PJ | PG | PE | PP | GF | GC | DG  | Bonif | Pts |
| --- | ------------------- | -- | -- | -- | -- | -- | -- | --- | ----- | --- |
| 11. | Budućnost Podgorica | 18 | 9  | 4  | 5  | 31 | 23 | +8  | 8     | 30  |
| 12. | Radnički Niš        | 18 | 8  | 5  | 5  | 27 | 13 | +14 | 8     | 29  |
| 13. | Proleter Zrenjanin  | 18 | 8  | 4  | 6  | 30 | 27 | +3  | 4     | 24  |
| 14. | Napredak Kruševac   | 18 | 8  | 2  | 8  | 19 | 21 | -2  | 5     | 23  |
| 15. | Obilić Belgrado     | 18 | 7  | 3  | 8  | 25 | 27 | -2  | 5     | 22  |
| 16. | FK Loznica          | 18 | 7  | 3  | 8  | 26 | 29 | -3  | 4     | 21  |
| 17. | Sloboda Užice       | 18 | 7  | 5  | 6  | 16 | 18 | -2  | 2     | 21  |
| 18. | Spartak Subotica    | 18 | 7  | 3  | 8  | 15 | 18 | -3  | 3     | 20  |
| 19. | Sutjeska Nikšić     | 18 | 7  | 2  | 9  | 23 | 25 | -2  | 1     | 17  |
| 20. | Rudar Pljevlja      | 18 | 5  | 3  | 10 | 17 | 28 | -11 | 3     | 16  |

- Máximo Goleador: Savo Milošević (FK Partizan) 30 goles

- Clubes ascendidos de Segunda Liga: Mladost Lučani, Čukarički Stankom y Mladost Bački Jarak.